# Cellaria australis
Cellaria australis är en mossdjursart som beskrevs av William MacGillivray 1880. Cellaria australis ingår i släktet Cellaria och familjen Cellariidae. Inga underarter finns listade i Catalogue of Life.